# まむしの兄弟 恐喝三億円
『まむしの兄弟 恐喝三億円』（まむしのきょうだい かつあげさんおくえん／まむしのきょうだい きょうかつさんおくえん）は、1973年9月1日に公開された日本映画。『まむしの兄弟』シリーズ第6作。製作：東映京都撮影所。監督：鈴木則文。「まむしの兄弟」の異名を持つ2人のチンピラが麻薬Gメン並みの活躍で麻薬組織を壊滅させるまでを描く。
封切り時の同時上映作品は『恐怖女子高校 不良悶絶グループ』（監督：志村正浩、主演：池玲子）。

## キャスト
- ゴロ政 - 菅原文太
- 不死身の勝 - 川地民夫
- 李麗花 - 堀越光恵
- 花江 - 三島ゆり子
- みどり - 早乙女りえ
- まゆみ - 一の瀬玲奈
- 洋子 - 女屋実和子

- ベレー帽の男 - 汐路章
- ボーイ - 岡八朗
- 門衛 - 大泉滉
- 老婆 - 武智豊子
- たみ - 菅井きん
- ウルフの鉄 - 林彰太郎
- 刑事 - 小田部通麿
- 東洋交易社員 - 内田勝正
- 才八 - 広瀬義宣
- 支配人 - 野口貴史
- 東吉 - 奈辺悟
- 国東仙吉 - 川谷拓三
- 正木豊 - 高並功
- 老婆 - 日高綾子、大江光
- 看護婦 - 牧淳子
- 使用人 - 橋本房枝
- 少女 - 遠藤薫、農添良子
- 預金しにくる女 - 丸平峰子
- 南部 - 司裕介
- 安武組組員 - 福本清三
- 洋品店主 - 那須伸太朗
- 通報する男 - 島田秀雄
- 刑事 - 岩尾正隆
- 服屋の店主 - 毛利清二
- 熊坂 - 片桐竜次
- キャバレーのボーイ - 畑中伶一
- 高林 - 山田良樹
- 警官 - 大城泰、矢野幸男、笹木俊志
- 店員 - 矢部義章

- 李楊徳 - 河津清三郎
- 宗方巌 - 今井健二
- 安武弥一郎 - 渡辺文雄
- 広津健 - 松方弘樹

## スタッフ
- 監督 - 鈴木則文
- 企画 - 橋本慶一
- 脚本 - 高田宏治、鈴木則文
- 撮影 - 鈴木重平
- 音楽 - 広瀬健次郎
- 美術 - 鈴木孝俊
- 助監督 - 藤原敏之